# Secugnago
Secugnago – miejscowość i gmina we Włoszech, w regionie Lombardia, w prowincji Lodi.
Według danych na rok 2004 gminę zamieszkiwało 1741 osób, 290,2 os./km².